# Ljubomir Petrović
Ljubomir „Ljupko” Petrović (serb. Љубомир "Љупко" Петровић, ur. 15 maja 1947 w Brusnicy Velikiej) – serbski trener piłkarski, piłkarz i futsalista.

## Kariera
Jako piłkarz przez całą karierę był zawodnikiem NK Osijek, a po wyjeździe do Stanów Zjednoczonych grał w futsal dla Buffalo Stallions (1979–1981), Kansas City Comets (1981–1982) oraz Phoenix Inferno (1982).
Po powrocie do Jugosławii rozpoczął pracę szkoleniową. Prowadził NK Osijek, Spartaka Subotica, FK Rad, FK Vojvodinę, a w 1990 został trenerem FK Crvenej zvezdy. Zespół z Miodragiem Belodedicim, Dejanem Savičeviciem, Darko Panczewem i Sinišą Mihajloviciem na czele jeszcze w tym samym sezonie niespodziewanie sięgnął po Puchar Europejskich Mistrzów Krajowych. W finale podopieczni Petrovicia pokonali Olympique Marsylia (0:0, k. 5:3).
Petrović był szkoleniowcem Crvenej zvezdy trzykrotnie, w latach 1990–1991, 1994–1996 i przez kilka miesięcy 2004. Zdobył z nią – nie licząc najcenniejszego europejskiego trofeum – dwa tytuły mistrza (1991 i 1995) i dwa Puchary Jugosławii (1995 i 1996).
Ponadto pracował w hiszpańskim Espanyolu Barcelona, urugwajskim CA Peñarol i zespołach z Chin.
Dwa razy opiekował się zawodnikami Lewskiego Sofia (1999 i 2000–2001), a drugą przygodę w tym klubie zakończył zdobyciem mistrzostwa kraju. Puchar Bułgarii wywalczył w 2004 z Liteksem Łowecz, którego trenerem drugi raz był od czerwca 2005 do czerwca 2007. Od sierpnia 2008 jest trenerem klubu Croatia Sesvete, beniaminka chorwackiej ekstraklasy.